# Tatra KT4
Tatra KT4 je typ dvoučlánkové tramvaje, vyráběné od 70. do 90. let 20. století společností ČKD Tatra Smíchov.

## Konstrukce
Tramvaj KT4 je jednosměrný čtyřnápravový motorový tramvajový vůz sestávající ze dvou článků navzájem spojených kloubem a krycím měchem. Protože byla zpočátku určena převážně pro provoz v německých městech, v jejichž historických centrech často vedou tramvajové tratě úzkými křivolakými uličkami, byl z konstrukce vypuštěn střední podvozek – vůz tak může lépe projíždět ostrými oblouky. KT4 má čtvery skládací dveře, dvoje v každém článku. Vybavena je elektrickou výzbrojí typu UA 15P (zrychlovač) nebo UA 17P (TV 3) a trakčními motory TE 022 s cizí ventilací nebo TE 023 s vlastní ventilací, a spojenými do série.
Do tohoto typu tramvaje je možno montovat podvozky jak pro normální rozchod kolejí 1435 mm, tak i pro rozchod 1000 mm resp. 1067 mm (Tallinn).

## Prototypy

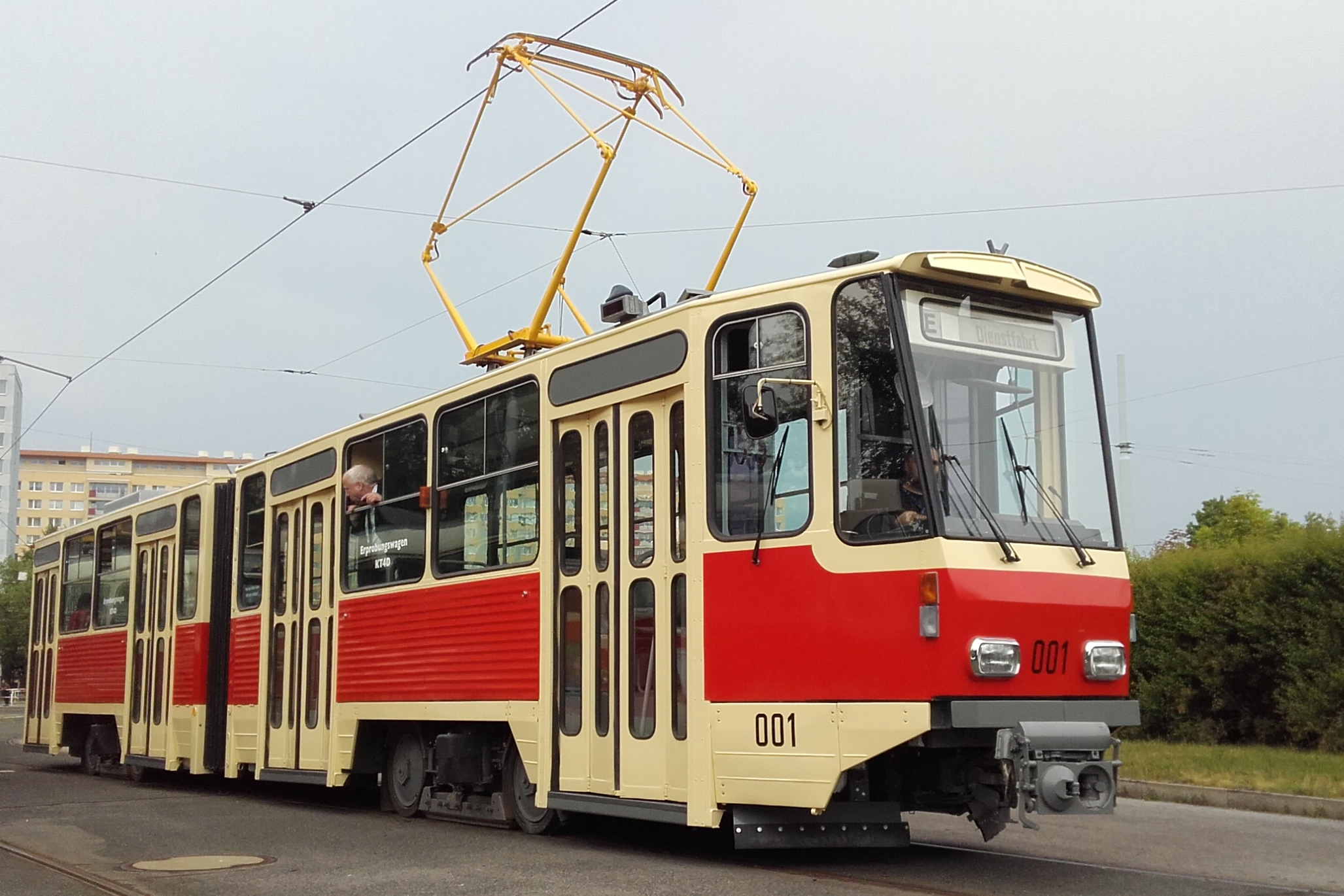
Postupimský prototyp tramvaje KT4 ev. č. 001 v Praze

První vůz KT4 (ev.č. 7000) byl přestavěn z prototypu tramvaje K1 ev.č. 7000. Tento funkční vzorek, který se lišil od ostatních vozů KT4, vznikl v roce 1969 zkrácením vozové skříně tramvaje K1 o třetinu a vypuštěním středního podvozku. Vůz byl testován nejprve v Praze, poté v letech 1972 až 1973 v Liberci. Následně se dostal zpět do Prahy. Výrobce do vozu namontoval novou tyristorovou výzbroj, tramvaj byla přečíslována na ev.č. 8004 a zkušebně jezdila až do roku 1977, kdy byla zrušena.
Dva prototypy tramvaje KT4 byly postaveny v roce 1973 (obdržely ev.č. 8001 a 8002). Po zkušebních jízdách v Praze byly o rok později prodány do Postupimi. Tam pod ev.č. 001 a 002 jezdily do roku 1989. Vůz č. 002 byl zlikvidován, první prototyp byl přeřazen do muzea.
O tramvaje KT4 projevily zájem i dopravní podniky v SSSR. Proto byly v roce 1976 postaveny dva prototypy KT4SU (ev.č. 8007 a 8008), které byly po zkouškách v Praze dodány do Lvova, kde obdržely ev.č. 1 a 2. O čtyři roky později byly přečíslovány na 1001 a 1002. V roce 1998 byly ještě v provozu.
V roce 1983 byly postaveny dva prototypy (ev.č. 0014 a 0015) tramvaje KT4t (vůz KT4 s novou tyristorovou výzbrojí TV3). Po zkouškách v Praze byly předány do Berlína, kde obdržely čísla 219 303 a 219 302. V roce 1992 byly přečíslovány na ev.č. 9702 a 9703. O tři roky později byly oba vozy zmodernizovány na typ KT4M, přičemž zároveň obdržely ev.č. 7011 a 7012. Obě tramvaje jsou zřejmě dosud v provozu.
Do Lvova byl v roce 1986 dodán vůz ev.č. 0023 k výzkumným a měřícím účelům. Další osudy vozu nejsou známy.

## Rekonstrukce a modernizace
- Tatra KTNF6
- Tatra KTNF8

## Provoz
V letech 1973 až 1997 bylo postaveno celkem 1748 vozů. Přehled dodaných nových vozů (přímo z výroby):
| Současný stát | Město                    | Článek | Typ      | Roky dodávek | Počet vozů | Evidenční čísla při dodání | Poznámky                             |
| ------------- | ------------------------ | ------ | -------- | ------------ | ---------- | -------------------------- | ------------------------------------ |
| Estonsko      | Tallinn                  | článek | KT4SU    | 1980–1990    | 73 kusů    | 51 – 123                   |                                      |
| Chorvatsko    | Záhřeb                   | článek | ∑        | 1985–1987    | 51 kusů    |                            |                                      |
| Chorvatsko    | Záhřeb                   | článek | KT4YU    | 1985–1986    | 50 kusů    | 301 – 350                  |                                      |
| Chorvatsko    | Záhřeb                   | článek | KT4Dt    | 1986 (1987?) | 1 kus      | 351                        |                                      |
| Lotyšsko      | Liepāja                  | článek | KT4SU    | 1983–1988    | 22 kusů    | 216 – 235                  | čísla 220 a 221 obsazena dvakrát     |
| Německo       | Berlín                   | článek | ∑        | 1976–1987    | 574 kusů   |                            |                                      |
| Německo       | Berlín                   | článek | KT4D     | 1976–1987    | 475 kusů   | viz přehled                |                                      |
| Německo       | Berlín                   | článek | KT4Dt    | 1983–1987    | 99 kusů    | viz přehled                |                                      |
| Německo       | Brandenburg an der Havel | článek | KT4D     | 1979–1983    | 16 kusů    | 170 – 185                  |                                      |
| Německo       | Cvikov                   | článek | KT4D     | 1987–1990    | 32 kusů    | 928 – 954                  | čísla 945 – 949 obsazena dvakrát     |
| Německo       | Erfurt                   | článek | KT4D     | 1976–1990    | 156 kusů   | 401 – 555                  | číslo 404 obsazeno dvakrát           |
| Německo       | Frankfurt nad Odrou      | článek | KT4D     | 1987–1990    | 34 kusů    | 201 – 234                  |                                      |
| Německo       | Gera                     | článek | KT4D     | 1978–1990    | 60 kusů    | 301 – 344 348 – 363        |                                      |
| Německo       | Görlitz                  | článek | KT4D     | 1983–1990    | 11 kusů    | 001 – 011                  |                                      |
| Německo       | Gotha                    | článek | KT4D     | 1981–1982    | 6 kusů     | 301 – 306                  |                                      |
| Německo       | Chotěbuz                 | článek | KT4D     | 1978–1990    | 65 kusů    | 1 – 65                     |                                      |
| Německo       | Lipsko                   | článek | KT4D     | 1976         | 8 kusů     | 1301 – 1308                |                                      |
| Německo       | Plavno                   | článek | KT4D     | 1976–1988    | 35 kusů    | 201 – 235                  |                                      |
| Německo       | Postupim                 | článek | KT4D     | 1974–1983    | 45 kusů    | 001 – 044                  | číslo 011 obsazeno dvakrát           |
| Rusko         | Kaliningrad              | článek | KT4SU    | 1987–1994    | 41 kusů    | 401 – 441                  |                                      |
| Rusko         | Pjatigorsk               | článek | KT4SU    | 1988–1994    | 35 kusů    | 120 – 154                  |                                      |
| Srbsko        | Bělehrad                 | článek | ∑        | 1980–1997    | 220 kusů   |                            |                                      |
| Srbsko        | Bělehrad                 | článek | KT4YU    | 1980–1990    | 200 kusů   | 201 – 400                  |                                      |
| Srbsko        | Bělehrad                 | článek | KT4M-YUB | 1997         | 20 kusů    | 401 – 420                  | el. výzbroj TV14Z s IGBT tranzistory |
| Ukrajina      | Jevpatorija              | článek | KT4SU    | 1987–1990    | 18 kusů    | 30 – 47                    |                                      |
| Ukrajina      | Lvov                     | článek | KT4SU    | 1976–1988    | 145 kusů   | 1001 – 1145                |                                      |
| Ukrajina      | Vinnycja                 | článek | KT4SU    | 1980–1990    | 81 kusů    | 148 – 228                  |                                      |
| Ukrajina      | Žytomyr                  | článek | KT4SU    | 1981–1987    | 20 kusů    | 19 – 38                    |                                      |

Čísla vozů
- Berlín (vozy KT4D): 219 001 – 219 291, 219 304 – 219 312, 219 321 – 219 417, 219 475 – 219 552
- Berlín (vozy KT4Dt): 219 292 – 219 303, 219 418 – 219 474, 219 553 – 219 582

Ve většině uvedených měst stále vozy KT4 jezdí, v Německu jsou již většinou modernizované. Tramvaje si různé dopravní podniky prodávaly, takže počet měst, kde je nebo byl v provozu typ KT4, je vyšší.
U českých provozovatelů byla dlouhodobě jediná tramvaj KT4. V Liberci se v letech 2004–2014 nacházel jeden vůz KT4 odkoupený z německé Gery. Nebyl v běžném provozu a původně byl zamýšlen pro přestavbu na tzv. party tramvaj. Tento záměr však nebyl uskutečněn a vůz byl v březnu 2014 nakonec odprodán do maďarského Szegedu pro budoucí vzorovou modernizaci pro Lvov. V roce 2016 stál bez využití na kusé koleji před vozovnou Kistelek. V roce 2019 prodělal rekonstrukci spojenou s modernizací a bude zařazen do provozu.

## Historické vozy
- Potsdam (vůz ev. č.001, první prototyp)
- Leipzig (vůz ev. č.1308)
- Gera (vůz ev. č. 320)
- Berlín (vozy ev. č. 219 282-8 a 219 481-3)
- Eisenbahnmuseum Weimar (erfurtský vůz ev. č. 405)
- Vinnycja (vůz ev. č. 226)

## Galerie

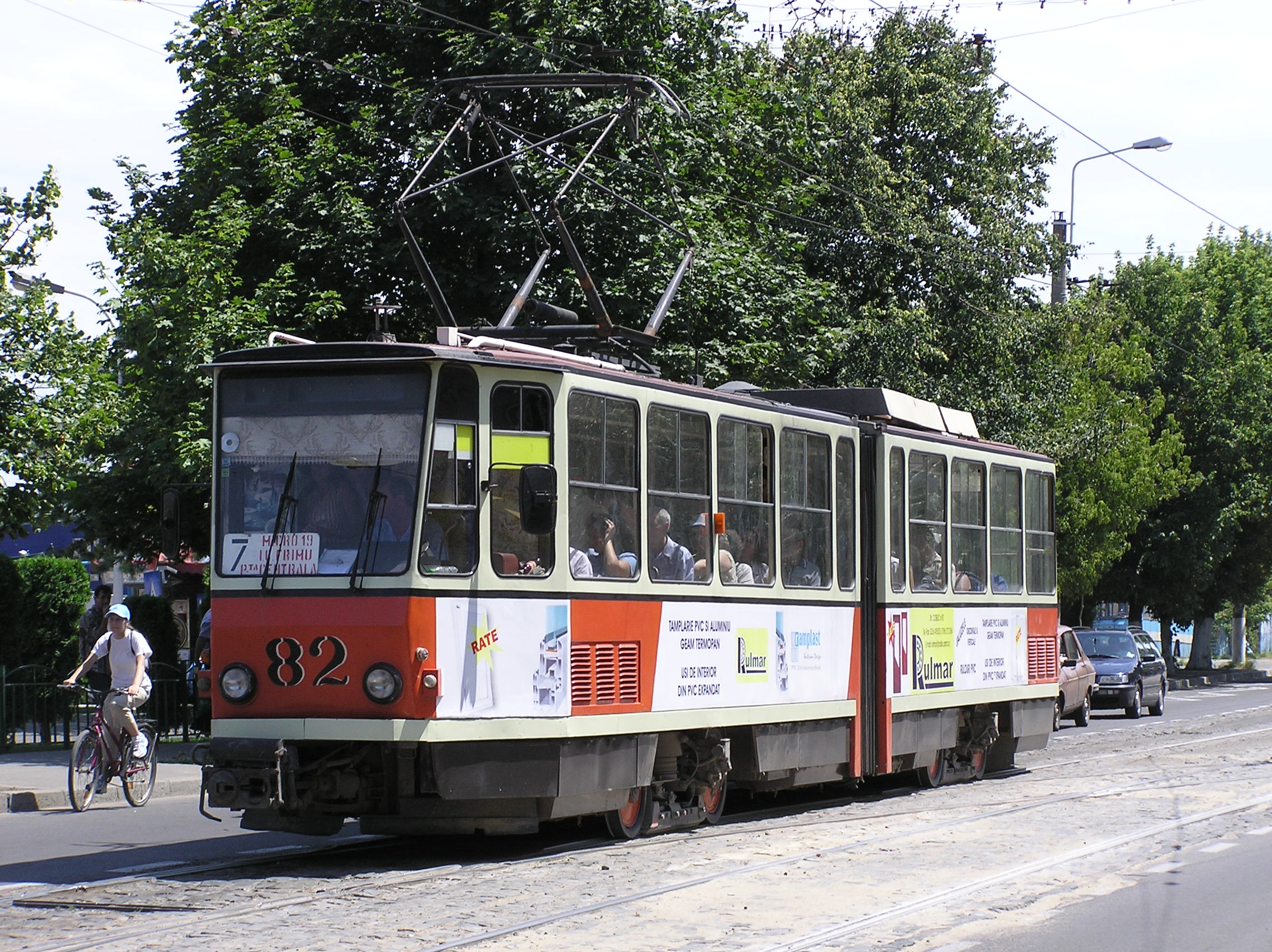
Tramvaj KT4 v rumunském městě Galati
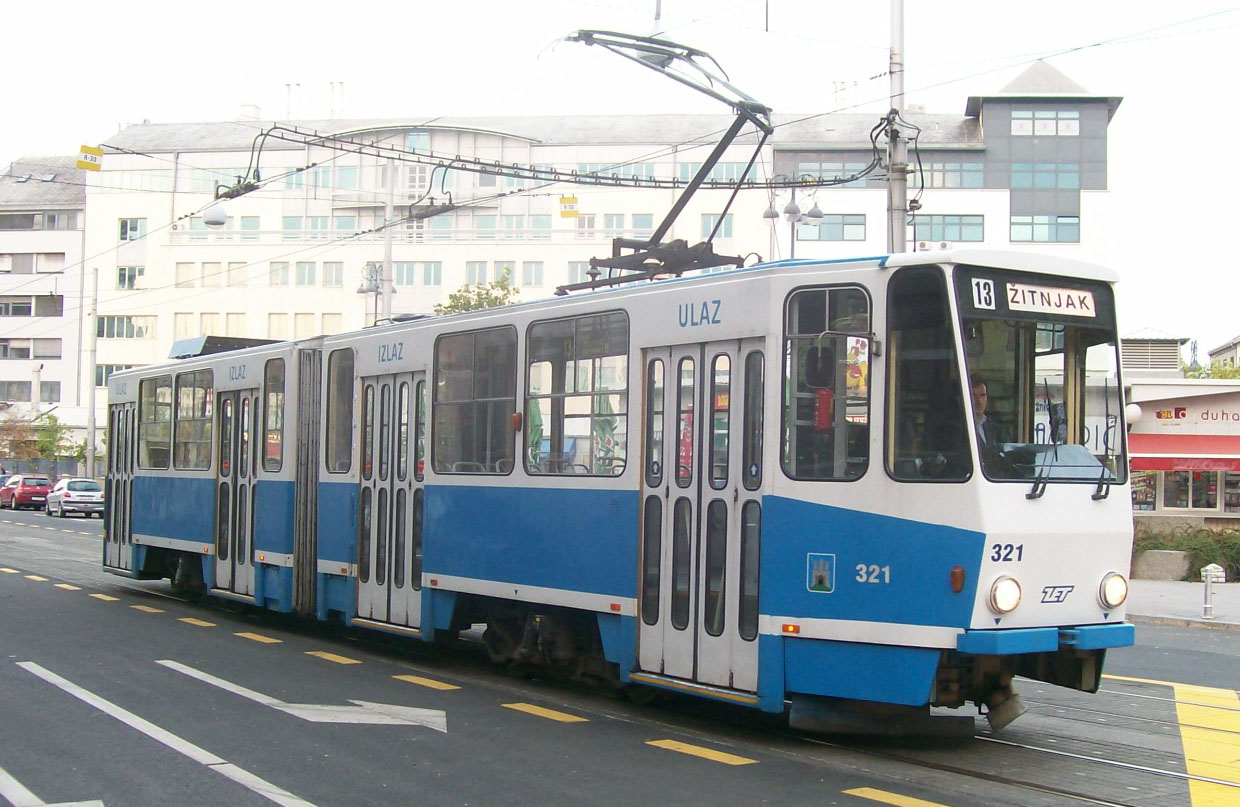
Tramvaj KT4 v Záhřebu
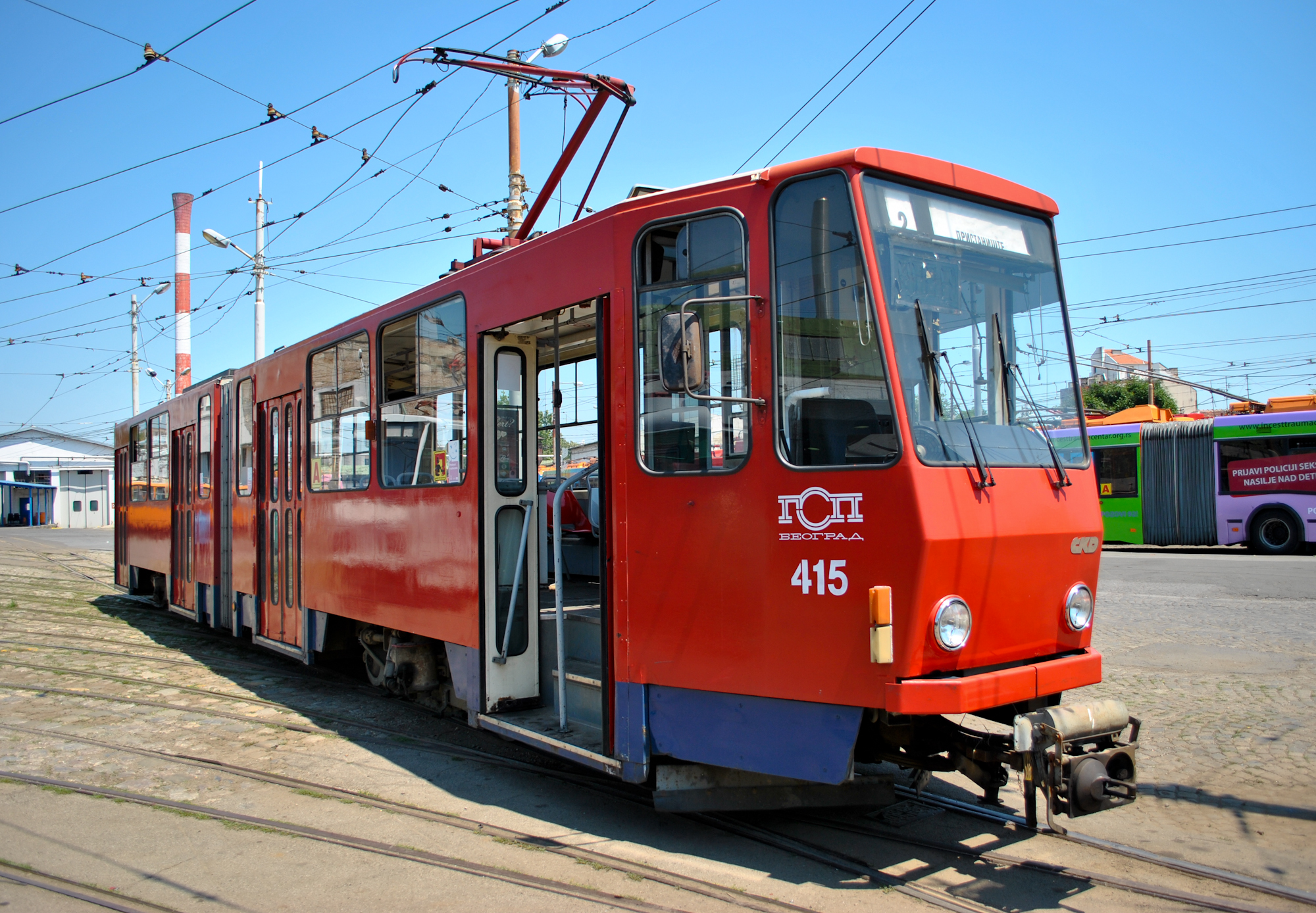
Tramvaj KT4 v Bělehradu
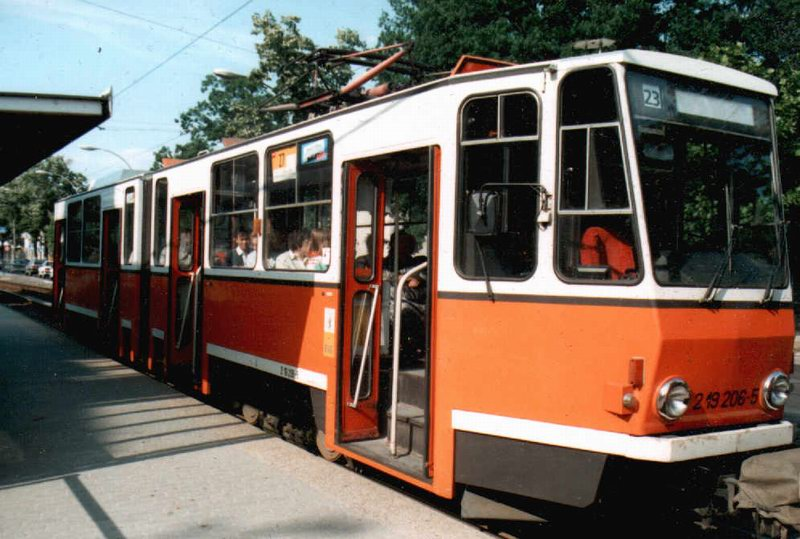
Berlínský vůz typu KT4D
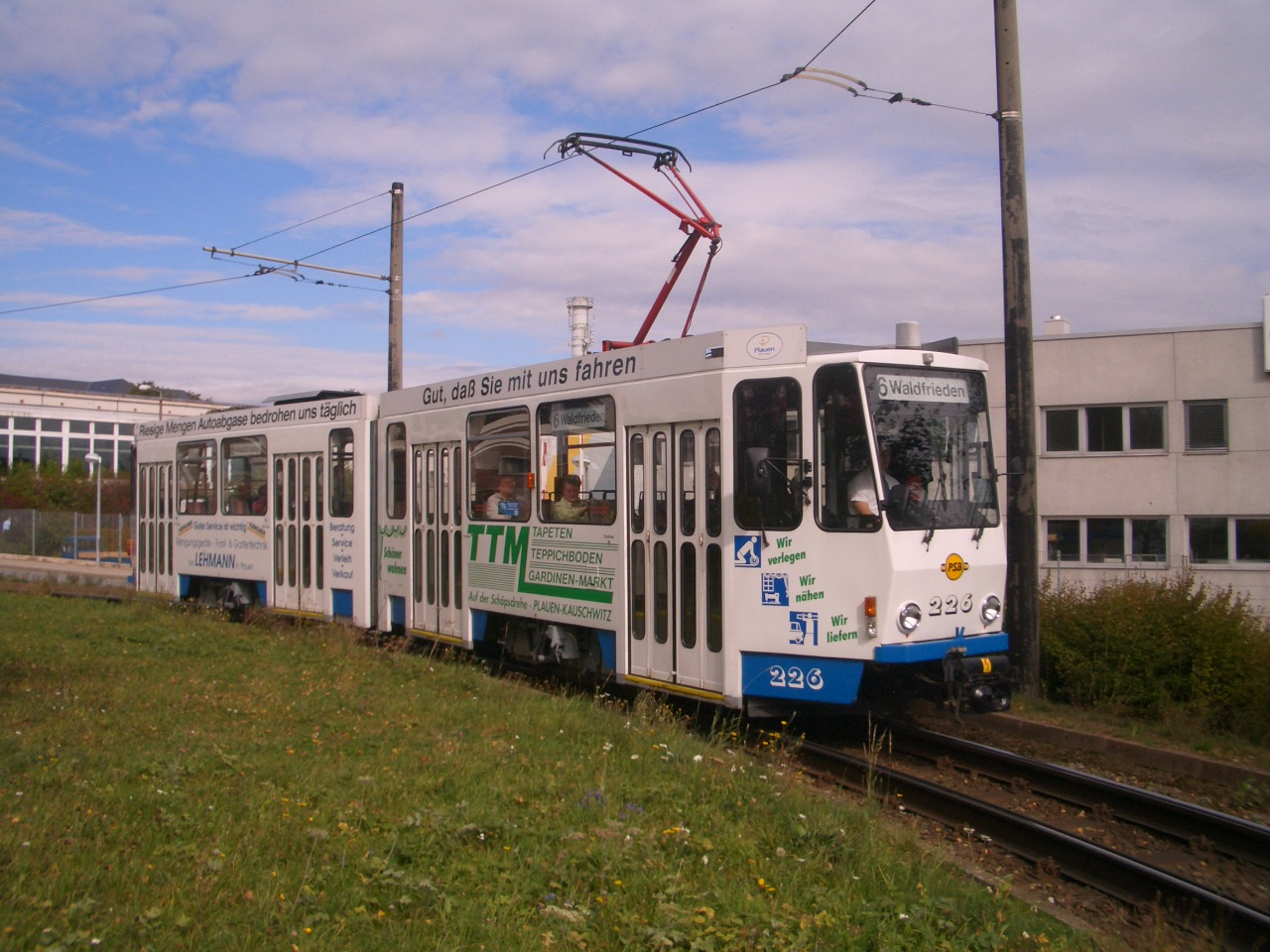
Plavenská tramvaj KT4D
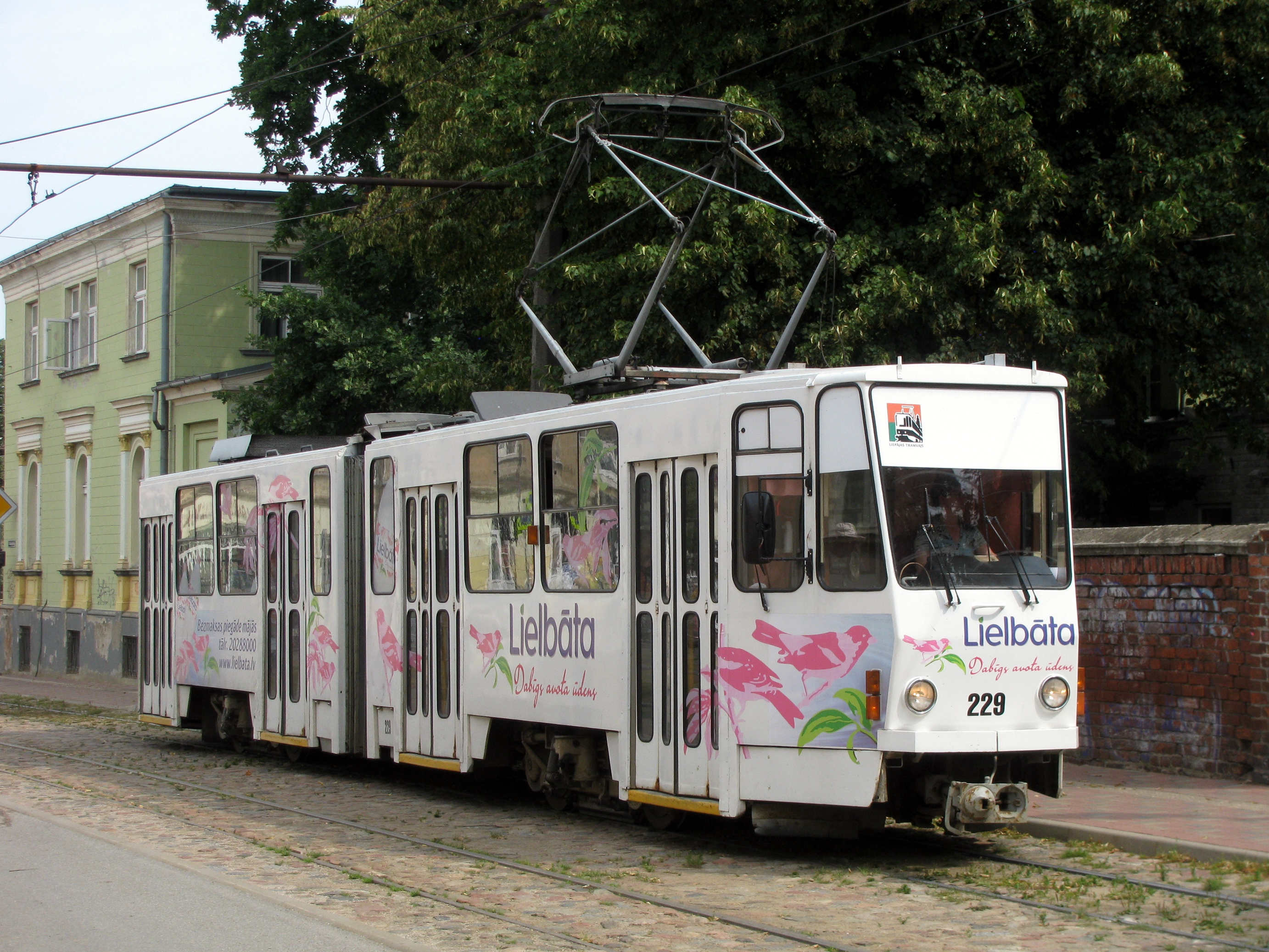
Liepājský vůz KT4SU